# 傑瑞米·凱爾秀

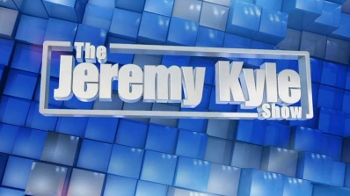
《傑瑞米·凱爾秀》（The Jeremy Kyle Show）節目logo

《傑瑞米·凱爾秀》（The Jeremy Kyle Show）是英國一档脫口秀節目，主持人傑瑞米·凱爾，自2005年7月4日開始在獨立電視台播出。傑瑞米·凱爾秀由ITV Studios製作，在每週一至週五播出。節目主要以家庭和個人生活紛擾為話題 。傑瑞米·凱爾秀也製作過美國版。

## 停播
2019年5月，63岁男子戴蒙德（Steve Dymond）因被未婚妻指控出軌，前來節目希望主持人凱爾調解。戴蒙德在节目中接受了测谎环节，主持人凯尔告诉他未能通过。戴蒙德当场崩溃，未婚妻亦离他而去，5月9日，他被发现去世，怀疑是自杀。他生前向未婚妻发短讯，强调人生不能没有对方。戴蒙德自殺掀起众怒，獨立電視台決定終止《傑瑞米·凱爾秀》。